# Pierre Damamme
Pierre Damamme, né le 7 septembre 1919 à Rouen où il est décédé le 25 mai 1985, est un homme politique français.

## Biographie
Médecin gérontologue, il est maire de Darnétal de 1971 à 1977 et conseiller général de Seine-Maritime dans le canton de Darnétal.